# Мовран (кратер)
Кратер Мовран (англ. Craters Morvran) — метеоритний кратер на Європі, супутнику Юпітера.

## Характеристики
Утворився на місці падіння на поверхню супутника Європа космічного метеорита, якого притягнув у свою орбіту масивний Юпітер. Внаслідок чого сформувався ударний кратер з діаметром 15 кілометрів. Центр кратера розташовано за координатами 4.9° пд. ш., та 152.6° зх. д.
Вперше про льодовий кратер довідалися в 1985 році, після дослідження поверхні супутника телескопами з Землі. Названий на ім'я Мовран, епічного темношкірого воїна у валлійській міфології в валлійській міфології.

## Ланки
- Картка об'єкту [Архівовано 11 серпня 2018 у Wayback Machine.](англ.)